# Šabesa
Šabesa (tudi šebesa) je osvežujoča in aromatična brezalkoholna pijača, podobna vinskemu moštu, obstaja več različnih receptov za pripravo pijače. Pripravimo jo iz bezgovih cvetov, vode, sladkorja, limon in kisa. Zaradi kvasovk iz okolja lahko pride do alkoholnega vrenja, tako da pijača vsebuje manjšo količino alkohola  (0,5-1,5 %).

## Priprava
V velik lonec nalijemo vodo, ji dodamo bezgove cvetove, na kolobarčke narezano limono, vinski kis in sladkor.
Dobro premešamo, da se sladkor raztopi. Lonec postavimo v hladen prostor in naj stoji 3 dni. Na vsake toliko časa malo premešamo.
Po treh dneh šabeso precedimo in nalijemo v steklenice, steklenice povežemo z vrvico, da so zamaški zavezani kakor pri penečih vinih zaradi nastajanja CO2 pri vrenju.